# Joachim Gabor
Joachim Gabor (* 6. Februar 1929 in Groß Strehlitz, Oberschlesien; † 6. April 2013 in Rosenheim) war ein deutscher Unternehmer und Verdienstkreuzträger.

## Werdegang
Sein Vater Pius Gabor war ein Schuhmacher und hatte seit dem Jahr 1919 mit seiner Ehefrau Luzie Gabor in Groß Strehlitz (seit 1945 polnisch: Strzelce Opolskie) erfolgreich ein Schuhgeschäft mit Maßanfertigung aufgebaut. Bei einem Bombenangriff im Zweiten Weltkrieg verloren beide ihr Leben und das Elternhaus wurde zerstört. Nach der Flucht aus Oberschlesien begann er 1947 in der sowjetischen Besatzungszone in Saalfeld mit einer eigenen Schuhproduktion. Zwei Jahre später gründete er mit seinem Bruder Bernhard Gabor († 1966) in Barmstedt bei Hamburg die Firma B.&J. Gabor Damenschuhfabriken. Aus kleinen Anfängen bauten sie das Unternehmen zu einem europaweit führenden Schuhhersteller auf. 1965 wurde der Firmensitz nach Rosenheim verlagert.
Im Februar 2005 zog er sich vom Vorstandsvorsitz zurück und wechselte in den Aufsichtsrat. Später wurde er dessen Ehrenvorsitzender.

## Ehrungen
- Verdienstmedaille der Stadt Rosenheim
- 1979: Großes Ehrenzeichen für Verdienste um die Republik Österreich
- Ehrenmantel des Consorzio Nazionale Santi Crispin e Crispinian
- 1989: Verdienstkreuz am Bande der Bundesrepublik Deutschland
- 2004: Bayerische Staatsmedaille für besondere Verdienste um die bayerische Wirtschaft
- 2009: Martha-Pfaffenberger-Ausbildungspreis der Stadt Rosenheim